# Leptotettix humaita
Leptotettix humaita är en insektsart som beskrevs av Piza Jr. 1976. Leptotettix humaita ingår i släktet Leptotettix och familjen vårtbitare. Inga underarter finns listade i Catalogue of Life.